# KNDS Deutschland
A KNDS Deutschland (korábban Krauss-Maffei Wegmann) gépgyártó vállalat Németországban. Különböző harci járműveket, fegyvereket, felszereléseket és alkatrészeket gyárt.

## Története
A Krauss-Maffei cég 1931-ben jött létre két müncheni vállalat, az 1838-ban alapított Maffei és az 1860-ban alapított Krauss & Co. egyesülésével. Mindketten már korábban Németország vezető mozdonygyárai közé tartoztak, de ezen kívül más gőzüzemű járműveket, és belső égésű motorral szerelt mozdonyokat és autóbuszokat is gyártottak az 1950-es években. Ezután a Buderus-konszernhez (K.F.Flick-konszern) tartoztak. A cég 1989 és 1996 között fokozatosan a Mannesmann-konszernhez került, majd 1999-ben egyesült a Mannesmann DEMAG AG-vel Mannesmann Demag Krauss Maffei AG néven.
A Mannesmann Demag Krauss Maffei AG-t a Mannesmann-csoport Vodafone-hoz kerülése miatt a Siemens AG-nak adták el. Eleinte a Siemens-csoport tagjaként működő Atecs Mannesmann AG-hoz tartozott, mígnem 2002-ben eladták az amerikai KKR befektetői társaságnak.
Már az 1930-as években készítettek lánctalpas és páncélos járműveket. A második világháború során az üzemet teljes mértékben hadianyaggyártás, többek között harckocsik készítésére állították át. Az NSZK létrejöttét követő újrafegyverkezés során ismét megindult a haditechnikai termelés. 1963-ban a Krauss-Maffei megkapta az engedélyt a Leopard harckocsik (1979-től a Leopard 2-vel váltották fel) gyártására. 1976-túl a Gepard légvédelmi gépágyús páncélos gyártását kezdték meg tízéves fejlesztési munka után.
A Krauss-Maffei Wehrtechnik GmbH 1999-ben egyesült a hadianyag-gyártó kasseli Wegmann & Co. céggel Krauss-Maffei Wegmann GmbH néven. A két cég között már korábban is szoros volt a kapcsolat, így a Wegmann számos Krauss–Maffei-harckocsi fegyvertornyát szállította.
2015-ben a KMW  összeolvadt a Nexter francia hadipari óriásvállalattal, létrehozva ezzel a KMW+Nexter Defense Systems nevű holdingot.
2024. április 8-án az egységes márkaarculat kialakítása végett a KMW+Nexter Defense Systems átnevezte magát KNDS-re, a Krauss-Maffei Wegmannt KNDS Deutschlandra, míg a Nexter Systemst KNDS France-re.

## A KNDS Deutschland termékei
- Leopard 1 harckocsi (már nincs gyártásban)
- Leopard 2 harckocsi
- PzH 2000 önjáró löveg
- Gepard önjáró légvédelmi gépágyú (már nincs gyártásban)
- Dingo 1 & 2 páncélozott gépkocsi
- Panzerschnellbrücke 2 hídvető harckocsi
- GTK Boxer páncélozott gyalogsági harcjármű
- MARS  tüzérségi rakétarendszer, sorozatvető
- AGM / Donar automatizált önjáró löveg (fejlesztés alatt)
- Mungo ESK páncélozott gépkocsi
- Leguan hídvető harckocsi
- Puma – páncélozott gyalogsági harcjármű
- Fennek – páncélozott felderítő gépkocsi
- FLW100 / FLW200 / FLW200+

## Galéria

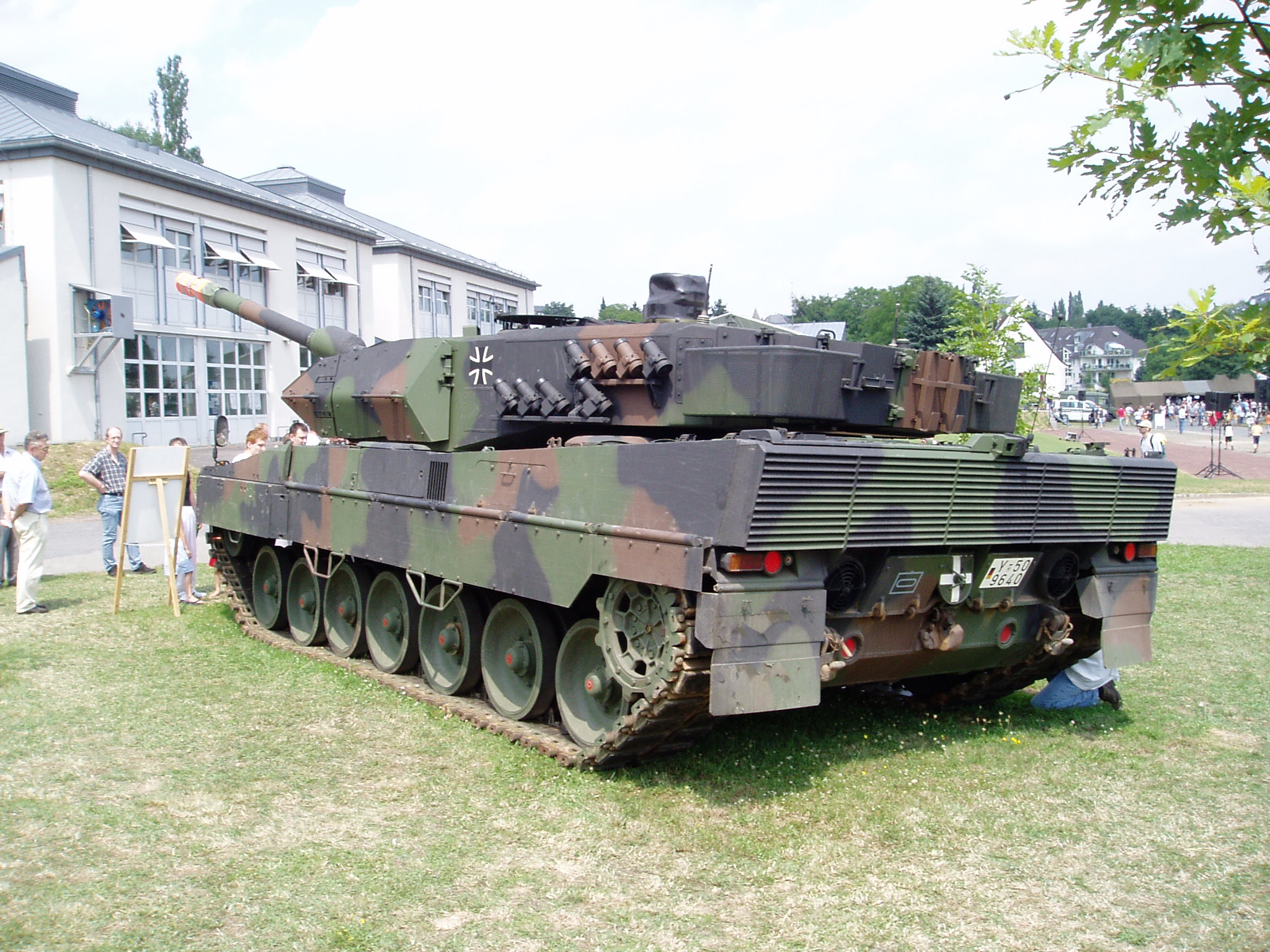
Leopard 2A6
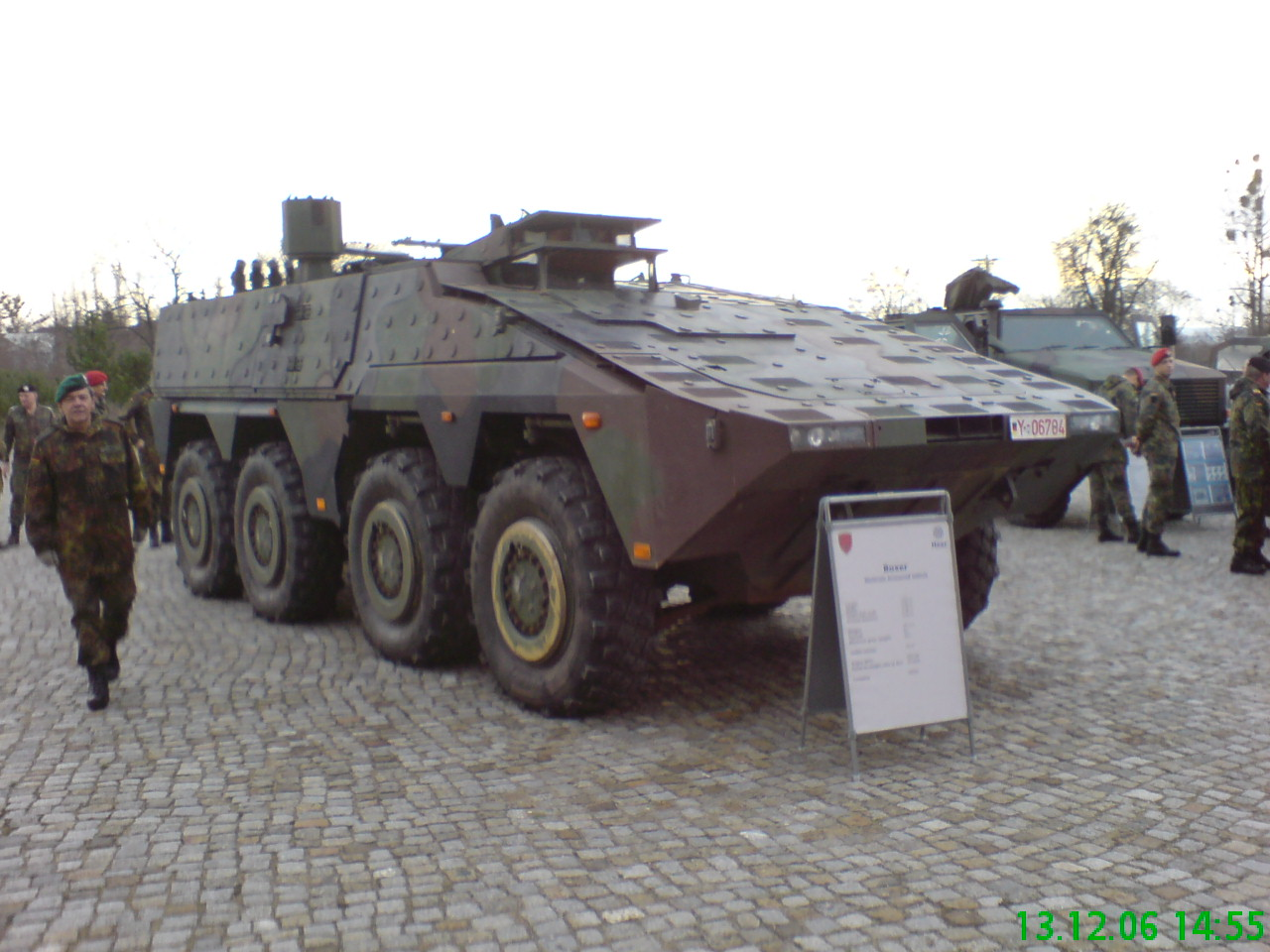
GTK Boxer
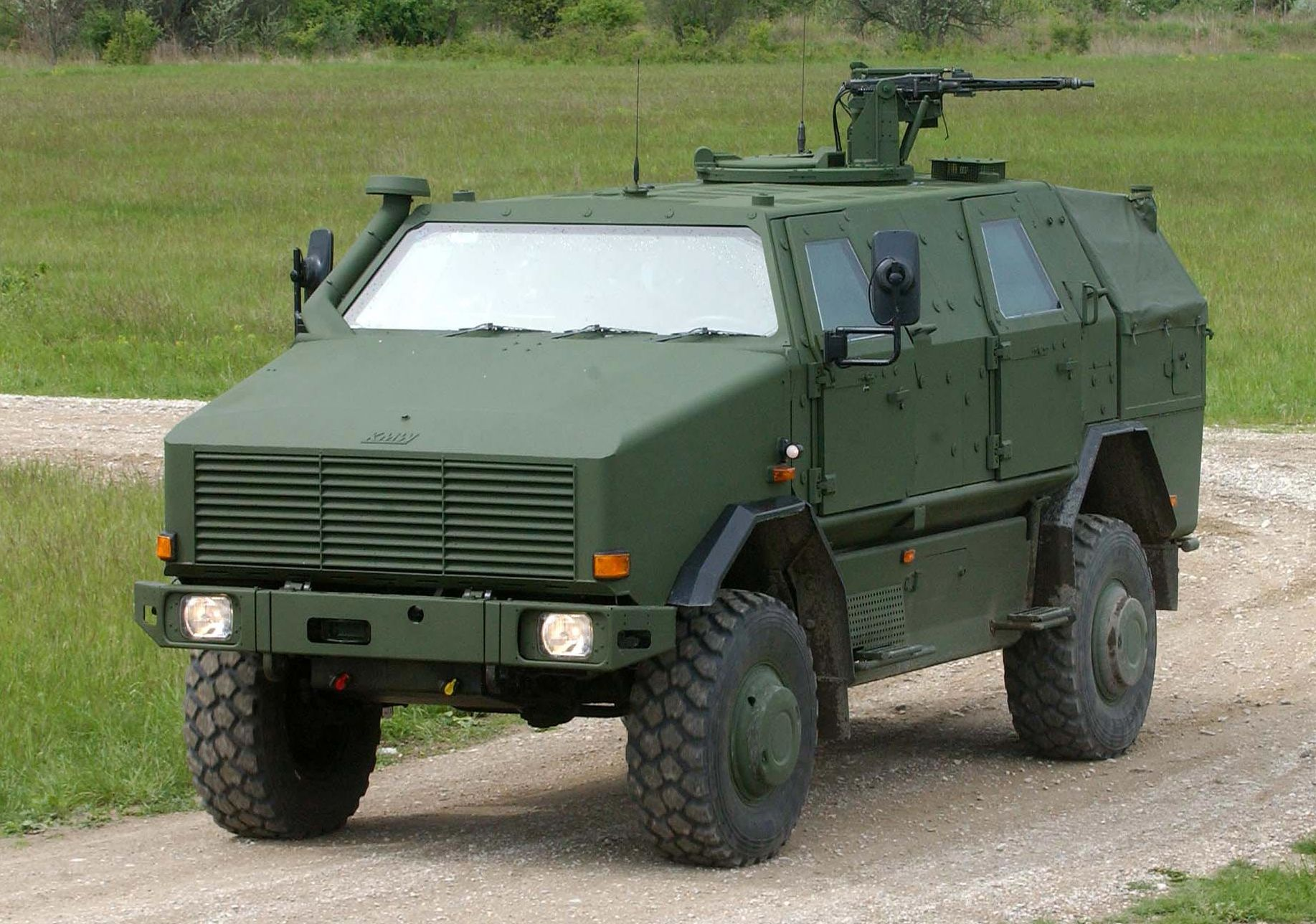
ATF Dingo 2
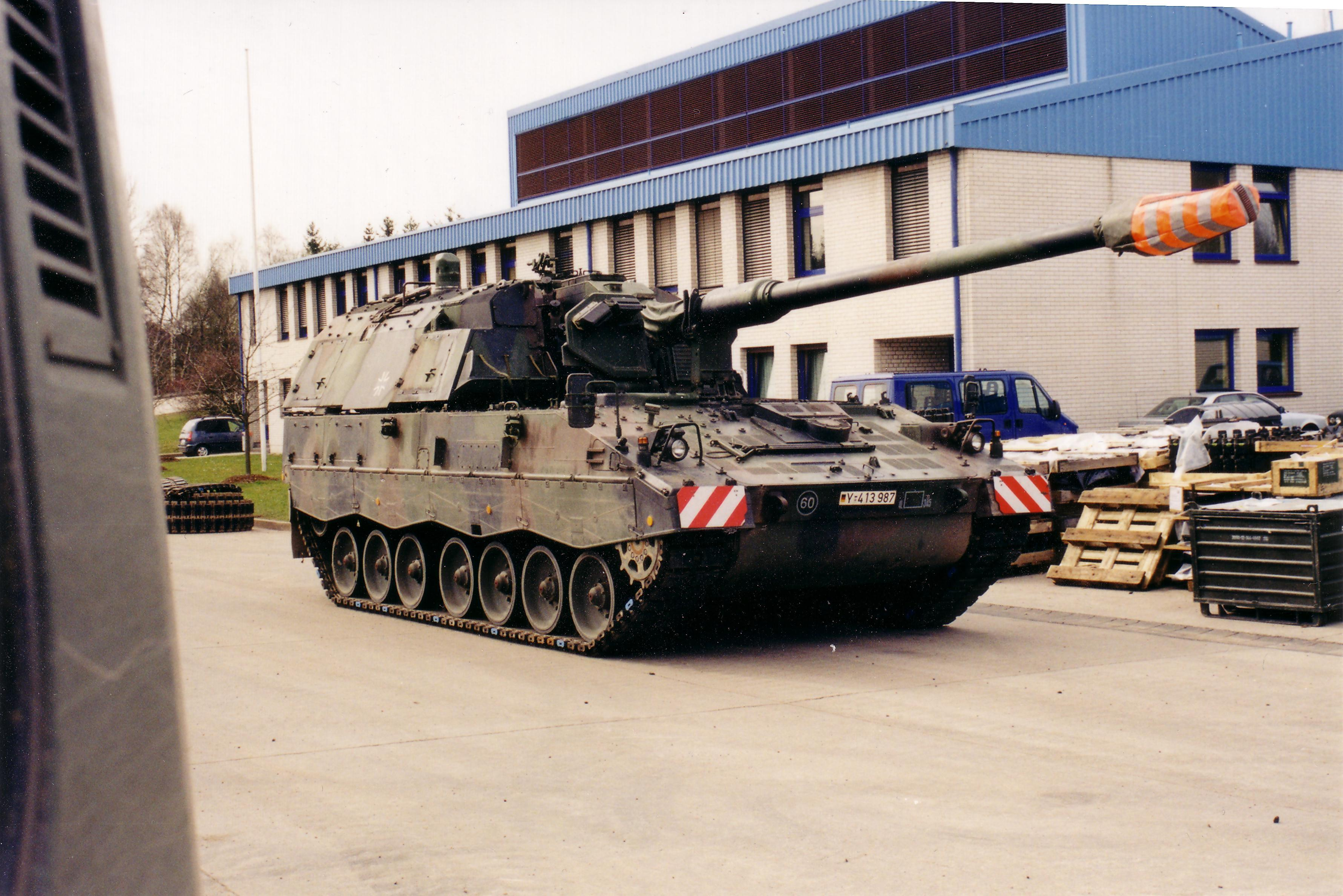
A Német Hadsereg PzH 2000-ese
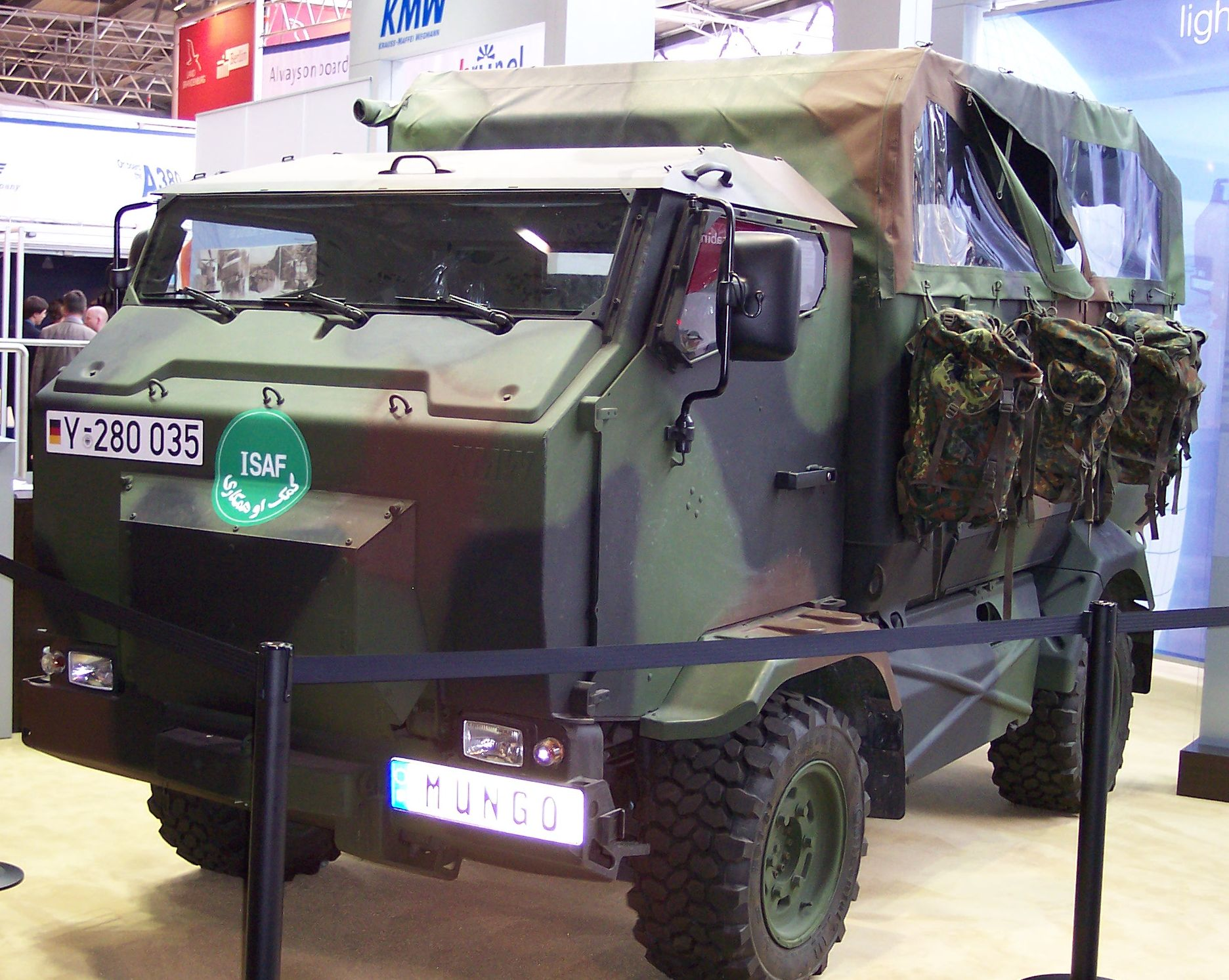
Mungo ESK